# UCI-BMX-Racing-Weltcup 2006
Beim UCI-BMX-Racing-Weltcup 2006, auch UCI-BMX-Supercross-Weltcup genannt, wurde durch die Union Cycliste Internationale ein Weltcup-Sieger im BMX-Rennsport ermittelt.

## Termine
Der Weltcup wurde 2006 in zwei Runden ausgetragen, je einer in Nordamerika und in Europa.
- San José: 6. und 7. September
- Fréjus: 6. und 7. Oktober

Wie in den Vorjahren gab es nur Wettbewerbe für Männer, als kombiniertes Klassement für Elite und Junioren. Am ersten Tag jedes Wettkampfs fand die Qualifikation statt, am zweiten Tag die Endläufe. Das seinerzeit gültige UCI-Regelwerk für BMX enthielt keine Modalitäten für die Erstellung der Gesamtwertung. Die erhaltenen Ergebnisse suggerieren, dass der Sieger jeweils 16 Punkte erhielt und die nachfolgenden Fahrer jeweils einen Punkt weniger, wie dies auch in den folgenden Jahren der Fall war. Im Gesamtklassement waren Donny Robinson und Michal Prokop mit 31 Punkten gleichauf; als Sieger wurde Robinson genannt, vermutlich aufgrund des Ergebnisses im letzten Lauf.

## Resultate
| # | Datum        | Ort      | Erster         | Zweiter        | Dritter       |
| - | ------------ | -------- | -------------- | -------------- | ------------- |
| 1 | 7. September | San José | Michal Prokop  | Donny Robinson | Arnaud Dubois |
| 2 | 7. Oktober   | Fréjus   | Donny Robinson | Michal Prokop  | Damien Godet  |

Gesamtwertung
| Platz | Name           | Punkte |
| ----- | -------------- | ------ |
| 1     | Donny Robinson | 31     |
| 2     | Michal Prokop  | 31     |
| 3     | Mike Day       | 21     |
| 4     | Arnaud Dubois  | 20     |
| 5     | Jason Rogers   | 17     |
| 6     | Damien Godet   | 14     |